# 诈欺猎人
《詐欺獵人》（クロサギ，意即「黑鷺」），為夏原武原作，由黑丸所繪畫之日本漫畫。賣出數量超過500萬本。第53回（平成19年度）小學館漫畫賞一般向部門得獎作品。
從2003年11月起至2008年7月於週刊Young Sunday連載。在2008年7月週刊Young Sunday休刊後，於2008年9月開始重新於Big Comic Spirits連載，並將作品更名為《新・詐欺獵人》（新クロサギ）。
2006年4月，由TBS電視台改編為同名電視劇，主演為山下智久。2008年由TBS電視台改編為同名電影（映画 クロサギ）。2022年由TBS電視台再度改編為同名電視劇，主演為平野紫耀。

## 故事簡介
這世上分為三種詐欺師：欺騙人取金錢的「白鷺」（シロサギ），騙取異性身心的「紅鷺」（アカサギ）及專詐欺白鷺和紅鷺的「黑鷺」。父親被詐欺師欺騙，導致家破人亡而唯一倖存的「黑崎」，為了復仇而要吃盡世上的白鷺，每次詐欺前，都會向被使之滅亡了黑崎家的兇手、名為「桂木」（フィクサー）的男人買情報。

## 登場人物

### 主角
- 黑崎

主角，專門對詐欺師（白鷺）進行詐騙的詐欺師。21歲。全名是黑崎 高志郎。（名字在《新‧詐欺獵人 完結篇》提及。）
有著一張娃娃臉，看起來是位非常普通的青年，但實際上卻是非常精通法律、話術、心理戰以及擁有良好的演技。為了進行詐欺變裝，家裡有非常多的西裝以及眼鏡。有很多駕照，但是名字全都不一樣；行動電話也很多（但是大部份在工作完成後就會丟掉或是弄壞）。
爸爸是連鎖店經營詐欺事件的受害者，並在殺害全家後自殺。身為長男的黑崎逃過一劫，左腹部及左肩留下了傷痕。
有著如此悲慘的過去，黑崎發誓要對當初策劃連鎖店經營詐欺的幕後黑手「桂木」報仇，並且從此憎恨著白鷺（詐欺師）。他向桂木學習詐欺手法後，便從桂木那裡獲取情報，進而吃掉（詐騙）白鷺。
大部份的工作都會從鴨子（被害人）那裡獲取些關於白鷺的情報，並在事件解決後，付給鴨子相對於被騙金額的情報費。
非常喜歡吃棒棒糖以及甜食。生活品質很差，平常都吃著泡麵或是便利商店的便當。房間髒亂的程度讓冰柱歎為觀止。
有飼養一隻貓，被冰柱暱稱為「小黑」。看起來是雜種，但其實是蘇格蘭立耳貓（一年半前被黑崎從寵物店認養回來的）。
在第十二集中，為了工作而剪短並染了頭髮。國中有一段時期是咖啡色的頭髮。
是一棟公寓的房東，在番外篇中揭露公寓是鴨子（被害人）轉讓給他的。黑崎跟冰柱住在頂樓，其他樓層也有房客，其中有三人於新版第八集送貨詐欺中登場。

### 其他角色
- 吉川冰柱（よしかわつらら）

政和大學法學部學生，志願為成為檢察官。是個正義感十足的大學生。
於第一集第三話「美容品詐欺事件」登場。
獨立追查出黑崎的過去，知道了黑崎的過去後，對於自己想成為檢察官的立場與黑崎為詐欺師的立場而感到動搖。
對黑崎抱持著好感，並於第六集告白；隨後於第七集被拒絕。對黑崎的心意始終沒有改變，但是意識到兩人之間是不可能會有結果的。
在咖啡店裡打工。將貨送至桂木的酒吧時，瞭解了桂木與黑崎的關係。
行動力很強，也勇氣十足。第三集直接去桂木店裡，當面同桂木對質並摔杯子，是個非常大膽的女孩。
非常喜歡小黑，照顧小黑已成為家常便飯。黑崎也習以為常。
是黑崎的房客，因為房租便宜選擇了黑崎的公寓，但卻還是因為常欠繳房租而被黑崎罵。
第二外語是中文，第十三集到上海留學時，表現了幾句流利的中文。
平常跟黑崎在走廊間的對話都是有關於詐欺事件，和時下的年輕人對談有著很大的差異。
媽媽是個不會懷疑別人的濫好人；爸爸有一搭沒一搭的做著投資失敗的生意，並且一天到晚回家跟媽媽拿錢。父女的關係很差。
- 三島由加利

政和大學文學部學生，吉川冰柱的朋友。
樂天派，很相信黑崎。常會將被詐欺的朋友委託給黑崎。
- 藤見智

黑崎的高中同學。認為黑崎跟高中其他同學都不一樣，高中時兩人感情不錯。
高一沒多久也休學了。過著打混的生活，跟隨著白鷺香川道隆到處詐騙房租。
初登場為第二集「房租詐欺」，並在事件尾端因香川被黑崎吃掉而跟著被警方逮捕入獄。於十七集出獄。
十七集中正式跟黑崎解開長年的心結，並跟黑崎約好再也不幹詐欺的勾當。卻在不知情的情況下再度成為白鷺的共犯，於十七集末因傷害罪再度遭警方逮捕。
- 青木

政和大學法學部的教授。寫了很多關於犯罪的書，常解答冰柱在詐欺方面的疑問。
- 栗丘薰

高級手錶鑑定專家。在樣品詐欺中差點要背黑鍋時，被黑崎所救。之後在租賃詐欺中幫黑崎演了一場戲。
- 鷹宮輝

政和大學法學部的年輕助教。
- 岸川常臣

於假交易詐欺中作為貝渕商事的人頭戶登場的老人。
因為黑崎的疏失留下了一億八千萬元的債務，讓黑崎決定負起責任，於新版漫畫第十一集時病逝。
- 犬伏晴臣

岸川的朋友，職業為公證人。

### 警方
- 神志名將

上野東署智能犯系所屬，警部補。24歲（實際為26歲）。
正義感很強，有著嫉惡如仇的個性，曾經在暗巷中將黑崎痛扁了一頓。對黑崎抱持著高度的敵意。
原名「野添將」，但在他兩歲時，叔叔野添進次郎犯了詐欺案入獄，為了避免不必要的流言婓語，野添夫婦因此在地下醫院將「野添將」登記死亡，並且將他交由遠親神志名夫婦領養，更名為「神志名將」。
當他跟父母提起想當警察的志願時，曾受到強烈的反對。透過警察廳的熟人秋元先生，他得知了自己的身世，並且從此痛恨著詐欺師。
只要跟詐欺事件有關的案子，就算不是管轄範圍，也會想盡辦法去偵辦。
是政和大學法學部的校友。
家裡養有一條狗。
- 桃山

警部補。當年經手承辦黑崎一家案子的警察之一。因為無法為他們立證、抓到御木本，至今對黑崎仍然有很深的罪惡感。
- 秋元耕藏

警察廳刑事局長。少數知道神志名過去的人物，也是勸神志名成為警察的人。

### 詐欺師
- 桂木敏夫

表面上是酒店「桂」之老闆。但實際上是提供詐欺師們相關情報、地下世界的黑幕。早期以策劃詐欺案與進行詐騙為主，現在則引退，負責維持地下世界的秩序。引退的理由不明。
被黑崎稱做老爹。並且將違反規則的白鷺的情報賣給黑崎，讓黑崎去吃掉他們。
是當初策劃連鎖店經營詐欺計劃，詐騙了黑崎父親的幕後黑手。
太陽穴上的刀疤是被黑崎所刺傷的。
廚藝很好，每次登場都是在做各式各樣的料理。店裡的擺設會隨著季節而有些微的差異。
- 早瀨

桂木的部下兼保鑣。聽命於老爹在地下世界搜集情報。偶爾會為了桂木而做出獨立的行為。
比黑崎晚進入桂木麾下。不清楚黑崎的過去。
推測過去在中國的犯罪組織待過一段時間。在中國的代稱是「看不見」。
- 白石陽一

專以「腐敗的大企業」為詐欺對象的詐欺師。讓大企業有金錢上的損失，更讓對方的社會地位與信賴盡失。給人的感覺是個親切的紳士，年紀約為40多歲。
不喜歡打領帶。
詐欺手法為進入目標公司，並獲得對方信賴。手法十分縝密而嚴謹。
多次與黑崎交手。在交手的事件中，他的目標通常是企業整體，而黑崎是企業中的某人，因此兩人常會為了各自的利益而合作。有時候也會從桂木那裡獲得黑崎的情報。
在高中時，父親因為聽命於公司而將鄰居勸住進公司所蓋的房子，但不久後發生了大樓倒塌的意外。而母親也死於這場意外中。從此之後他便以「大企業應對社會負責」為信念，並定大企業為詐騙目標。
- 榎木

白石的部下。以記者的身份常能得到許多情報，特別是金融相關的資訊。對白石相當信賴。
- 御木本

用連鎖店詐欺手法直接詐騙黑崎父親的人物。過去屬於桂木的詐欺集團底下的一員。擅長折紙鶴，紙鶴彷彿是他的代表物一樣。NPO法人詐欺中冒名為「三木」。
於資金回收詐欺中遭到龍井集團追殺，企圖在台灣尋求虎林幫協助。在桂木的操縱下與虎林幫決裂後，自殺身亡。

## 出版書籍
詐欺獵人
| 卷數 | 小學館         | 小學館                 | 台灣東販       | 台灣東販              |
| 卷數 | 發售日期       | ISBN                   | 發售日期       | ISBN                  |
| ---- | -------------- | ---------------------- | -------------- | --------------------- |
| 1    | 2004年4月5日   | ISBN 4-09-153141-5     | 2004年7月29日  | ISBN 978-957-473714-6 |
| 2    | 2004年7月5日   | ISBN 4-09-153142-3     | 2004年9月30日  | ISBN 978-957-473730-7 |
| 3    | 2004年10月5日  | ISBN 4-09-153143-1     | 2004年12月24日 | ISBN 978-957-473782-6 |
| 4    | 2004年12月27日 | ISBN 4-09-153144-X     | 2005年3月1日   | ISBN 978-957-473828-1 |
| 5    | 2005年4月5日   | ISBN 4-09-153145-8     | 2005年6月30日  | ISBN 978-957-473891-5 |
| 6    | 2005年7月5日   | ISBN 4-09-153146-6     | 2005年12月27日 | ISBN 978-957-473942-4 |
| 7    | 2005年10月5日  | ISBN 4-09-153147-4     | 2006年2月27日  | ISBN 978986176016-2   |
| 8    | 2005年12月27日 | ISBN 4-09-151028-0     | 2006年4月25日  | ISBN 978986176068-1   |
| 9    | 2006年4月5日   | ISBN 4-09-151073-6     | 2006年6月27日  | ISBN 978986176085-8   |
| 10   | 2006年7月5日   | ISBN 4-09-151097-3     | 2006年10月28日 | ISBN 978986176138-1   |
| 11   | 2006年10月5日  | ISBN 4-09-151125-2     | 2007年1月30日  | ISBN 978-986-176250-0 |
| 12   | 2006年12月28日 | ISBN 4-09-151154-6     | 2007年3月29日  | ISBN 978-986-176303-3 |
| 13   | 2007年4月5日   | ISBN 4-09-151194-5     | 2007年6月26日  | ISBN 978-986-176361-3 |
| 14   | 2007年7月5日   | ISBN 4-09-151213-5     | 2007年9月21日  | ISBN 978-986-176436-8 |
| 15   | 2007年10月5日  | ISBN 4-09-151238-0     | 2007年12月27日 | ISBN 978-986-176507-5 |
| 16   | 2007年12月28日 | ISBN 4-09-151258-5     | 2008年3月21日  | ISBN 978-986-176569-3 |
| 17   | 2008年2月5日   | ISBN 978-4-09-151270-3 | 2008年6月25日  | ISBN 978-986-176632-4 |
| 18   | 2008年3月5日   | ISBN 978-4-09-151295-6 | 2008年11月13日 | ISBN 978-986-176673-7 |
| 19   | 2008年6月5日   | ISBN 978-4-09-151334-2 | 2009年2月24日  | ISBN 978-986-176842-7 |
| 20   | 2008年9月3日   | ISBN 978-4-09-151376-2 | 2009年4月10日  | ISBN 978-986-176879-3 |

新．詐欺獵人
| 卷數 | 小學館         | 小學館                 | 台灣東販       | 台灣東販              |
| 卷數 | 發售日期       | ISBN                   | 發售日期       | ISBN                  |
| ---- | -------------- | ---------------------- | -------------- | --------------------- |
| 1    | 2008年12月26日 | ISBN 978-4-09-182258-1 | 2009年5月22日  | ISBN 978-986-176915-8 |
| 2    | 2009年3月30日  | ISBN 978-4-09-182408-0 | 2009年8月10日  | ISBN 978-986-176985-1 |
| 3    | 2009年6月30日  | ISBN 978-4-09-182507-0 | 2009年11月20日 | ISBN 978-986-251050-6 |
| 4    | 2009年9月30日  | ISBN 978-4-09-182608-4 | 2010年1月22日  | ISBN 978-986-251116-9 |
| 5    | 2009年12月26日 | ISBN 978-4-09-182784-5 | 2010年4月15日  | ISBN 978-986-251148-0 |
| 6    | 2010年3月30日  | ISBN 978-4-09-183077-7 | 2010年7月12日  | ISBN 978-986-251215-9 |
| 7    | 2010年6月30日  | ISBN 978-4-09-183204-7 | 2010年10月23日 | ISBN 978-986-251280-7 |
| 8    | 2010年9月30日  | ISBN 978-4-09-183400-3 | 2011年2月1日   | ISBN 978-986-251375-0 |
| 9    | 2010年12月30日 | ISBN 978-4-09-183533-8 | 2011年6月24日  | ISBN 978-986-251488-7 |
| 10   | 2011年4月4日   | ISBN 978-4-09-183700-4 | 2011年9月22日  | ISBN 978-986-251543-3 |
| 11   | 2011年6月30日  | ISBN 978-4-09-183849-0 | 2012年4月19日  | ISBN 978-986-251706-2 |
| 12   | 2011年9月30日  | ISBN 978-4-09-184065-3 | 2012年8月23日  | ISBN 978-986-251788-8 |
| 13   | 2011年12月27日 | ISBN 978-4-09-184188-9 | 2012年11月16日 | ISBN 978-986-251896-0 |
| 14   | 2012年3月30日  | ISBN 978-4-09-184313-5 | 2013年5月23日  | ISBN 978-986-331062-4 |
| 15   | 2012年6月29日  | ISBN 978-4-09-184518-4 | 2013年11月22日 | ISBN 978-986-331217-8 |
| 16   | 2012年9月28日  | ISBN 978-4-09-184660-0 | 2014年3月24日  | ISBN 978-986-331321-2 |
| 17   | 2012年12月27日 | ISBN 978-4-09-184786-7 | 2014年11月24日 | ISBN 978-986-331547-6 |
| 18   | 2013年3月29日  | ISBN 978-4-09-185037-9 | 2015年7月15日  | ISBN 978-986-331775-3 |

新．詐欺獵人 完結篇
| 卷數 | 小學館         | 小學館                 | 台灣東販       | 台灣東販              |
| 卷數 | 發售日期       | ISBN                   | 發售日期       | ISBN                  |
| ---- | -------------- | ---------------------- | -------------- | --------------------- |
| 1    | 2013年6月28日  | ISBN 978-4-09-185256-4 | 2016年4月15日  | ISBN 978-986-331997-9 |
| 2    | 2013年8月30日  | ISBN 978-4-09-185408-7 | 2016年6月17日  | ISBN 978-986-475052-8 |
| 3    | 2013年10月30日 | ISBN 978-4-09-185570-1 | 2016年10月17日 | ISBN 978-986-475162-4 |
| 4    | 2013年12月27日 | ISBN 978-4-09-185699-9 | 2017年2月2日   | ISBN 978-986-475248-5 |

詐欺獵人再起動〜18歳新成人詐欺犯罪編〜
| 卷數 | 小學館         | 小學館                 |
| 卷數 | 發售日期       | ISBN                   |
| ---- | -------------- | ---------------------- |
| 1    | 2022年11月10日 | ISBN 978-4-09-861508-7 |

### 相關書籍
公式導讀手冊（單行本第1~9卷）
| 卷數                   | 集英社       | 集英社             | 東立出版社    | 東立出版社            |
| 卷數                   | 發售日期     | ISBN               | 發售日期      | ISBN                  |
| ---------------------- | ------------ | ------------------ | ------------- | --------------------- |
| 識破詐欺手法的魔法公式 | 2006年5月5日 | ISBN 4-09-151090-6 | 2007年1月30日 | ISBN 978-986-176143-5 |

小說
原案協力：黒丸／著者：夏原 武
- 2008年2月8日發售、ISBN 978-4-09-408245-6（小學館文庫）

## 軼事

### 取材
為了取材需要，作者於2009年5月2日特地前往台灣，向刑事警察局165專線（台灣的詐騙防治單位）取材，以了解比較兩地詐騙案例之異同。

### 现实影响
2010年1月17日，台北101大楼发生钻石窃案，嫌犯的手法与《欺诈猎人》中的“宝石诈欺”如出一辙。

## 電影漫畫
由UULA於2014年2月10日配信預定。全32話（預定）。
角色
- 黑崎高志郎 - 逢坂良太
- 吉川冰柱 - 東城日沙子
- 桂木敏夫 - 小川真司

## 外部連結
- 週刊ヤングサンデー（日語）
- 小学館 コミック -ビッグコミックスピリッツ～SPINET-（页面存档备份，存于）（日語）